# Pálosvörösmart
Pálosvörösmart es un pueblo ubicado en el distrito de Gyöngyös, en el condado de Heves, Hungría.

## Superficie
Posee una superficie de 5,840 kilómetros cuadrados.

## Demografía
Hasta 2019 la población era de 587 habitantes, con una densidad de población de 100,5 habitantes por kilómetro cuadrado.